# Leka, Príncipe Herdeiro da Albânia
Leka, Príncipe Herdeiro da Albânia (Tirana, 5 de abril de 1939 – Tirana, 30 de novembro de 2011), era o único filho do Rei Zog I e da Rainha Geraldina da Albânia. Ele foi chamado de Príncipe Herdeiro Skander ao nascer. Leka era o pretendente ao trono albanês e era conhecido como Rei Leka I. 

## Biografia

### Infância e educação
Leka nasceu em 5 de abril de 1939, no Palácio Real de Tirana, no Reino da Albânia. Ele foi nomeado príncipe herdeiro Skander e seu nascimento foi celebrado com uma saudação de 101 tiros e um desfile militar.   Leka era filho do Rei Zog I da Albânia e da Rainha Geraldina da Albânia; e também era primo em oitavo grau do presidente dos EUA, Richard Nixon, através de sua avó materna, uma socialite de Nova York. 
Apenas dois dias após o seu nascimento, Zog I foi forçado ao exílio depois que o exército de Benito Mussolini invadiu o país durante a invasão italiana da Albânia. Pouco depois, Zog foi substituído no trono da Albânia por Vítor Emanuel III da Itália – uma ação pela qual o Rei da Itália mais tarde pediria perdão pessoal. Vítor Emanuel III permaneceu Rei até a sua abdicação em 1943, após o Armistício de Cassibile. 
O príncipe herdeiro Leka começou a vida no exílio em vários países. Depois de viajar pela Europa, a Família Real Albanesa estabeleceu-se na  Inglaterra, primeiro no Hotel Ritz em Londres, mudando-se depois por um período muito curto em 1941 para South Ascot, perto de Ascot em Berkshire, e depois em 1941 para Parmoor House, Parmoor, perto de Frieth em Buckinghamshire. 
Após o fim da Segunda Guerra Mundial na Europa, Zog, a rainha Geraldine e Leka mudaram-se temporariamente para o Egito, onde viveram a convite do Rei Faruque I. 
Leka frequentou a escola no Victoria College, Alexandria no Egito e no Aiglon College em Villars-sur-Ollon, Suíça. Ele estudou economia na Universidade de Genebra e na Sorbonne, e frequentou a Real Academia Militar de Sandhurst, na Inglaterra.  Depois disso, ele foi comissionado como segundo-tenente do exército britânico. Desde então, ele ganhou dinheiro com negócios bem-sucedidos em commodities. 
Leka tornou-se herdeiro aparente do trono abolido em 5 de abril de 1957. Com a morte do Rei Zog em 1961, Leka foi proclamado Rei dos Albaneses por uma Assembleia Nacional Albanesa convocada no exílio, numa sala de eventos do Hotel Bristol, em Paris. 

### Casamento e exílio
Em 1975, Leka casou-se com a cidadã australiana e ex-professora Susan Cullen-Ward.  Eles se casaram em uma cerimônia civil no Hôtel de Ville, Biarritz. A recepção de casamento, num Toledo Roadhouse de cinco estrelas, contou com a presença de membros de outras famílias reais exiladas, leais albaneses e amigos, que brindaram "Viva o Rei".  O casal regressou a Madrid, onde fez amizade com o Rei Juan Carlos I e continuou a desfrutar das atenções dos albaneses. O casal se casou religiosamente em Madrid. O casamento deles foi oficializado por um ulemá muçulmano, um pastor protestante (devido ao fato de Susan ser episcopal) e um padre católico romano (já que a rainha Geraldine era católica). 
Quando se descobriu que Leka não só mantinha alguns guarda-costas tailandeses, mas também tinha o que foi descrito como um esconderijo de armas em sua casa, o governo espanhol pediu-lhe que fosse embora. Quando o seu avião chegou ao Gabão para reabastecimento, descobriu que estava cercado por tropas locais, que teriam sido contratadas para capturá-lo pelo governo albanês. Os soldados recuaram quando Leka apareceu na porta do avião com uma bazuca na mão.  O casal seguiu para a Rodésia mas, depois de Robert Mugabe assumir o poder, estabeleceram-se num grande complexo perto de Joanesburgo onde lhes foi concedido estatuto diplomático pelo Governo sul-africano. 
Leka passou muitos anos exilado em Bryanston, África do Sul, onde nasceu seu filho, o Príncipe Leka, antes de retornar à Albânia em 2002. 

### Retorno para a Albânia
Em 1993, Leka foi autorizado a entrar na Albânia pela primeira vez (desde que foi exilado com poucos dias de idade em 1939), fazendo-o com um passaporte emitido pela sua própria Corte Real no exílio. Neste passaporte real, que o governo albanês anteriormente se recusou a reconhecer, Leka listou a sua profissão como "Rei". 
Durante a rebelião de 1997 na Albânia, Leka regressou novamente, desta vez sendo saudado por 2.000 apoiantes.  Muitos dos apoiantes monarquistas de Leka sentiram que a restauração da monarquia ajudaria a trazer estabilidade política e financeira ao governo, bem como ajudaria a proteger a democracia albanesa, após décadas de regime comunista. 
Em 29 de junho, foi realizado um referendo na Albânia sobre a restauração da monarquia. Antes de os resultados serem finalizados, funcionários do governo albanês anunciaram que o referendo havia sido rejeitado. Leka questionou os resultados das eleições e afirmou que a votação tinha sido manipulada. Leka protestou, cercada por cerca de 20 guardas, armados com rifles de assalto, granadas e metralhadoras. O próprio Leka estava vestido com camuflagem e carregava duas pistolas. A polícia albanesa já havia mobilizado veículos blindados e forças com metralhadoras pesadas, em caso de qualquer problema antes das eleições. 
Em 3 de Julho, Leka liderou uma multidão de 900 manifestantes, alguns armados, em frente ao edifício principal das eleições, para protestar, alegando ter ocorrido fraude eleitoral. Os manifestantes realistas cantaram no comício, gritando "Irmão, pegue as armas. Lutaremos ou morreremos, venceremos", enquanto agitavam bandeiras pró-monarquia. 300 monarquistas marcharam ao lado de Leka na praça central de Skanderbeg, causando intervenção policial. Isso levou a um tiroteio entre monarquistas e policiais, que durou aproximadamente 15 minutos. Tiros e várias explosões de granadas ocorreram, enquanto civis próximos procuravam abrigo. A polícia matou um manifestante monarquista, Agim Gjoonpalaj, e vários outros ficaram feridos no tiroteio.  Gjoonpalaj era monarquista e defensor da democracia.
O funeral de Gjoonpalaj foi realizado dois dias depois, em 5 de junho. O Presidente Sali Berisha convocou membros do Partido Democrático da Albânia para comparecerem ao funeral. Leka também compareceu, cumprimentando os enlutados e caminhando com os carregadores do caixão. O cortejo fúnebre prosseguiu pela Praça Skanderberg, onde a violência já havia eclodido dois dias antes. Os monarquistas presentes no funeral caminharam pela praça gritando "Abaixo o comunismo!" 
Após uma recontagem, foi anunciado pelo governo que a restauração foi rejeitada por aproximadamente dois terços dos votantes. 

O presidente albanês, Sali Berisha, expressou os seus pensamentos sobre o referendo fracassado em 2011:
"Em 2003, o Parlamento Albanês aprovou a lei que reconhecia os atributos da Família Real e foi uma decisão acertada. Também recordo que mesmo o referendo foi realizado no contexto das chamas da rebelião comunista e, portanto, não pode ser considerado um assunto encerrado. O princípio stalinista de “você vota, mas eu conto os votos” foi aplicado nesse referendo. Mas a verdade é que os albaneses votaram massivamente no seu rei, mas o referendo não conseguiu cumprir as quotas, pois foi manipulado."
Mais tarde, quando Leka foi questionado se pretendia deixar a Albânia, ele respondeu: "Por quê? É o meu país", embora logo tenha deixado a Albânia por vontade própria em 12 de julho.  Depois disso, Leka foi julgado e condenado pelo governo albanês a três anos de prisão por sedição, à revelia. Esta convicção foi posteriormente anulada em Março de 2002, quando 72 membros do Parlamento pediram o regresso da família real.   Em Junho de 2002, Leka regressou à Albânia e trouxe consigo 11 caixas de armas automáticas, granadas e armas de caça. As autoridades apreenderam-nas rapidamente, embora as armas tenham sido devolvidas à família real seis anos depois, após serem consideradas património cultural. Depois de se estabelecer na Albânia em 2002, ele viveu uma vida tranquila com sua esposa e filho.  Sua esposa morreu dois anos depois, em julho de 2004. 

### Atividade política
Leka foi apoiado pelo Partido da Direita e da Legalidade (PLL), um partido monarquista de direita e um fator marginal na política albanesa.  Formou uma coligação com outros partidos na Albânia. Leka, porém, não votou, afirmando que:
Estou acima de todos os partidos políticos, até mesmo do meu.
Leka era chefe do Movimento para o Desenvolvimento Nacional.  Ele argumentou que era um lutador por uma Grande Albânia em termos de etnia e que a sua restauração como rei tornaria possível este objectivo.  No entanto, em Fevereiro de 2006, anunciou que se retiraria da vida política e pública. 

### Morte
Leka morreu em 30 de novembro de 2011 de ataque cardíaco no Hospital Madre Teresa, Tirana.  As autoridades albanesas realizaram cerimónias oficiais em homenagem ao antigo príncipe herdeiro e declararam o dia 3 de dezembro, dia do seu funeral, um dia de luto nacional. O prefeito de Tirana, Lulzim Basha, afirmou no funeral que "Viemos aqui hoje... para homenagear, com total gratidão histórica e orgulho nacional, o trabalho de Leka Zogu." As orações muçulmanas, católicas e ortodoxas foram lidas pelos líderes religiosos no funeral. O filho de Leka, Leka, Príncipe da Albânia afirmou: "Eu, Príncipe Leka II, juro diante do corpo de meu pai que seguirei o caminho do Rei Zogu, do Rei Leka I para estar ao serviço da nação, da pátria ." 
Leka foi enterrado próximo ao túmulo de sua esposa e mãe, no cemitério público de Sharra, em um subúrbio de Tirana.  Mais tarde ele foi enterrado no Mausoléu da Família Real Albanesa. 

## Vida pessoal
Leka era muçulmano e apelou à solidariedade islâmica. Ele também algumas línguas, incluindo albanês, árabe e inglês. 

Leka possuia uma altura de 2,06m.  O autor Charles Fenyvesi deu uma descrição de sua aparência e maneiras em seu livro de 1979, Splendor in Exile:
"Leka é uma torre de homem com cintura protuberante, a arrogância deliberada de John Wayne e os olhos inocentes de um estudante inglês. Ele usa uniforme militar verde limpo e recém-passado, botas de combate pretas bem engraxadas e uma pistola presa ao cinto. Ele explica que as insígnias em sua jaqueta denotam suas especialidades: guerrilha, operações de comando, perícia em armamentos, pontaria. O emblema de uma águia de duas cabeças coroada marca o traje de um uniforme albanês; seu distintivo de boné o identifica como o comandante-em-chefe."
Na década de 1960, Leka fez amizade com o governador da Califórnia, Ronald Reagan (mais tarde presidente dos Estados Unidos), presenteando-o com um bebê elefante chamado "Gertie". Este nome foi considerado não refinado por Nancy Reagan, que optou por renomear o animal como "GOP".  

## Honras dinásticas
- Casa de Zogu: Cavaleiro Soberano com Colar da Ordem Real da Albânia[40]
- Casa de Zogu: Soberano Cavaleiro Grã-Cruz da Ordem Real da Fidelidade, Classe Especial[40][41]
- Casa de Zogu: Soberano Cavaleiro Grã-Cruz da Ordem Real de Skanderbeg, Grande Estrela[40][41][42][43]
- Casa de Zogu: Soberano Cavaleiro Grã-Cruz da Ordem Real da Bravura[41]
- Família Real Italiana: Cavaleiro Grande Cordão da Ordem dos Santos Maurício e Lázaro[41]
- Família Imperial Russa: Cavaleiro Grande Cordão da Ordem Imperial de São Vladimir[41][44]
- Família Real Georgiana: Cavaleiro da Grã-Cruz com Colar da Ordem Real da Águia da Geórgia[41]